# دی‌تی کوئوکا (۱۸۰۱)
دی‌تی کوئوکا (۱۸۰۱) (به انگلیسی: DT Quokka (1801)) یک کشتی است که طول آن ۱۸٫۱۷ متر (۵۹٫۶ فوت) می‌باشد. این کشتی در سال ۱۹۸۳ ساخته شد.